# Ambatofinandrahana
Ambatofinandrahana est une commune urbaine malgache, chef-lieu du district d'Ambatofinandrahana, située dans la partie centre de la région d'Amoron'i Mania.

## Géographie
Ambatofinandrahana est située a l'Ouest d'Ambositra et à l'Est d'Ikalamavony.

## Économie
Ce village ne possède pas l'eau courante. L'eau doit être puisée dans les puits ou les rizières. L’électricité fonctionne de 20h00 à 19h00 uniquement et est interrompue en cas d'orage. La piste pour accéder au village, accessible par taxibrousse depuis Ambositra (à 3h de route), est défoncée.
Le district est cependant victime de l'insécurité générale et d'une forte recrudescence des actes de banditisme des voleurs de bétail (les dahalos) avec au seul premier semestre 2017 plus de 10 000 zébus volés, 264 attaques recensées, 35 morts et plusieurs centaines de blessés.

## Personnalité liée à la commune
- Zzz Rakotovelo (1904-1973), député malgache né à Ambatofinandrahana.
- Christine Razanamahasoa,député malgache à Ambatofinandrahana, présidente de l'Assemblée nationale et misistre.